# Batalha de Artemísio
A Batalha de Artemísio foi uma batalha que ocorreu em 480 a.C. no Estreito de Artemísio, ao largo do cabo Artemísio, ao mesmo tempo que a Batalha das Termópilas. Ela teve o objetivo de deter a invasão persa pelo estreito de Artemísio enquanto a Batalha das Termópilas ocorria.
No final da batalha, a vitória coube aos gregos. Um dos guerreiros fundamentais foi Temístocles, que ajudou muito na guerra.